# ヒョンデ・N 2025 ビジョン グランツーリスモ
N 2025 ビジョン グランツーリスモ（N 2025 Vison Granturismo）は、ヒョンデがNで開発した水素燃料電池車のコンセプトカーである。

## 概要
ヒョンデ創立50周年記念として製作されたコンセプトカーで、ヒョンデが2013年に世界で初めて量産に成功した水素燃料電池で駆動する。2015年9月17日に開催されたフランクフルトモーターショーにて発表された。
スタイリングはクローズドLMPタイプのプロトタイプレーシングカーであり、燃料電池を動力源とする。ヒュンダイ・アメリカ・デザインセンターにてデザインされ、燃料電池の開発をナムヤンR&Dセンター、走行サウンドの開発をサウンドデザイン・リサーチ研究所が担当した。
エクステリアデザインのテーマは航空学である。特に宇宙旅行の実現のために、かつてエドワーズ空軍基地の存在するロジャース乾湖「ムロック」で行われたテストにインスピレーションを受けたという。この為、車両へのニックネームとして「ムロック」とヒョンデから呼ばれることがある。
2015年当時のトレードマークであったヘキサゴングリルを採用。グリルを通過した空気は、ボートのような形状のアンダーボディに流れ込む。さらにチューブ状のアンダーフロー用エアダクトはリアにつながり、アンダーボディの空圧を最低限に抑えることで最大のダウンフォースを生み出す。さらに車速やブレーキの使用状況に応じて展開するエアブレーキを採用することで通常走行時の抵抗を低減している。走行時にはホログラムで青いラインとCIマークがヘキサゴングリル内に投影される。
動力源として680kWを発生するデュアル燃料電池スタックと、回生ブレーキによる電力を蓄える150kWのスーパーキャパシターシステムを搭載し、4輪に配置されたインホイールモーターを駆動させる。
当初はグランツーリスモ6にて実装が予定されていたが、実際に実装されたのはグランツーリスモSPORTからであった。そのため、ヒョンデ公式やグランツーリスモ公式の紹介映像ではGT6で撮影された映像を使用していた。 また、グランツーリスモ史上2例目の水素燃料電池車両で、実装当時に未来の年式を採用した4例目の車両でもある。
実車は存在しないが、実車サイズの模型は制作されて、この模型はNブランドのイベントやコマーシャル等、数多くの場所で見ることが出来る。また、将来的には発表通りのパワーユニットで実車を製作することも宣言しており、これがNの当面の最終目標としている。